# الأمير ماكسيمليان من ساكسونيا
الأمير ماكسيمليان من ساكسونيا (بالألمانية: Maximilian von Sachsen)‏ (و. 1870 – 1951 م) هو كاهن كاثوليكي، وأستاذ جامعي، وعالم عقيدة ألماني، ولد في درسدن، توفي في فريبورغ، عن عمر يناهز 81 عاماً.

## التعليم
تعلم في جامعة فورتسبورغ
.